# Psalydolytta vestita
Psalydolytta vestita es una especie de coleóptero de la familia Meloidae.

## Distribución geográfica
Habita en Senegal y Gambia.